# Centro Cândido Mendes
Il Centro Cândido Mendes è un grattacielo di Rio de Janeiro in Brasile.

## Storia
Progettato dallo studio di architettura di Harry James Cole, l'edificio venne inaugurato nel 1982.

## Descrizione
L'edificio sorge nel quartiere Centro di Rio de Janeiro e presenta un'altezza di 140 metri per 43 piani. La torre è a destinazione commerciale.